# دنیل اودوبر کیروش
دنیل اودوبر کیروش (اسپانیایی: Daniel Oduber Quirós‎؛ زادهٔ ۲۵ اوت ۱۹۲۱ – درگذشته ۱۳ اکتبر ۱۹۹۱) سیاستمدار کاستاریکایی که از ۱۹۷۴ تا ۱۹۷۸ رئیس‌جمهور این کشور بود.